# Castello Kropfenstein
Il castello Kropfenstein (in romancio Casti Grotta) si trova in Svizzera, a ovest di Waltensburg nella regione Surselva in canton Grigioni. Faceva parte, assieme ai castelli Grünenfels, Jörgenberg e Vogelberg, del complesso fortificato di Waltensburg.

## Storia
Secondo un'analisi dendrocronologiche, ovvero con gli anelli di crescita degli alberi, il castello fu costruito dopo il 1300. Fu residenza dei signori von Kropfenstein, sotto il comando dei Baroni von Rhäzüns. Sono state trovate pochissime citazioni di questa rocca che venne abbandonata intorno al 1450. Ulrich Campell lo citò con il nome Cropfastenium.

Una volta abbandonato, è stato demolito sistematicamente, probabilmente per riciclare i materiali da costruzione. Ora è entrato a far parte dell'Inventario dei beni culturali svizzeri d'importanza nazionale e regionale.

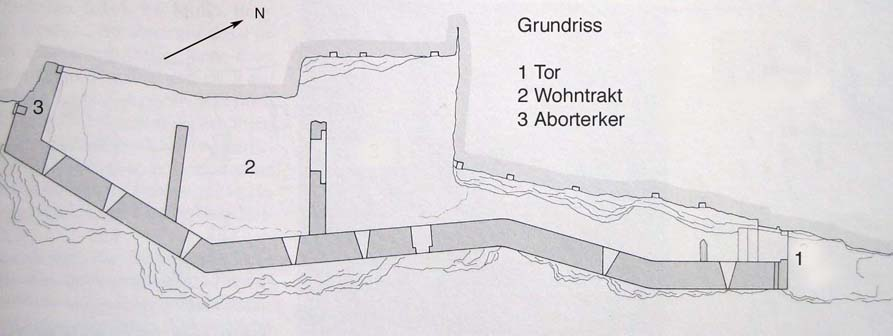
Planimetria

## Nome
Il nome Kropfenstein si traduce come Gozzo di pietra a causa della sua posizione sulla parete rocciosa, che venne vista coma uno struma. Nei documenti medioevali vengono usati diversi nomi per il castello: (1335) Crophenstain, (1342) Kropfenstain, (1343) Krophenstain.
Il nome romancio  Casti Grotta (in italiano "castello della Grotta") è di origine molto più recente ed è associato sempre alla morfologia del luogo, in cui sembra che il castello sia all'imboccatura di una grotta.

## La struttura
Il tetto e le pareti interne del castello sono formate dalla parete rocciosa. L'accesso è consentito solamente grazie ad un sentiero ad est. Nella parte ovest della rocca si trovano diverse nicchie-armadio, alcove, e servizi igienici (un gabinetto e un lavandino) quindi vi era sicuramente la residenza del signore von Kropfenstein. All'interno era stata costruita una parete di fondo, di cui ora possiamo veder soltanto le fondazioni.